# Mitja Žganec
Mitja Žganec (Ljubljana, 1983. február 26. –) szlovén nemzetközi labdarúgó-játékvezető.

## Pályafutása
A NZS JB minősítésével 2011-től a PrvaLiga játékvezetője. Küldési gyakorlat szerint rendszeres 4. bírói, illetve alapvonalbírói szolgálatot is végez. Vezetett kupadöntők száma: 1. PrvaLiga mérkőzéseinek száma: 48 (2012. j07. 28.–2016. 04. 23.).
| Időpont           | Helyszín                             | Mérkőzés típusa           | Mérkőzés                     | Eredmény | Nézők száma |
| ----------------- | ------------------------------------ | ------------------------- | ---------------------------- | -------- | ----------- |
| 2012. július 28.  | Arena Petrol, Celje                  | első PrvaLiga mérkőzése   | NK CM Celje–NK Rudar Velenje | 1 – 1    | 1000        |
| 2016. április 23. | Nova Gorica Sports Park, Nova Gorica | utolsó PrvaLiga mérkőzése | ND Gorica–NK CM Celje        | 1 – 2    | 450         |

Az NZS JB küldésére vezette a  Szlovén labdarúgó-szuperkupa döntőt.
| Időpont             | Helyszín                             | Mérkőzés típusa | Mérkőzés             | Eredmény | Nézők száma |
| ------------------- | ------------------------------------ | --------------- | -------------------- | -------- | ----------- |
| 2014. augusztus 13. | Nova Gorica Sports Park, Nova Gorica | döntő           | ND Gorica–NK Maribor | 1 – 4    | 600         |

Az Szlovén labdarúgó-szövetség JB terjesztette fel nemzetközi játékvezetőnek, a Nemzetközi Labdarúgó-szövetség (FIFA) 2012-től tartja nyilván bírói keretében. A FIFA JB központi nyelvei közül az angolt beszéli. Az UEFA JB besorolása szerint 3. kategóriás bíró. Több nemzetek közötti válogatott (Labdarúgó-Európa-bajnokság), valamint Európa-liga klubmérkőzést vezetett, vagy működő társának 4. bíróként. Európában a legtöbb válogatott mérkőzést vezetők rangsorában többed magával, 1 (2012. február 29.–2012. február 29.) találkozóval tartják nyilván.
A 2016-os U17-es labdarúgó-Európa-bajnokságon az UEFA JB játékvezetőként foglalkoztatta. 
| Időpont         | Helyszín               | Mérkőzés típusa              | Mérkőzés             | Eredmény |
| --------------- | ---------------------- | ---------------------------- | -------------------- | -------- |
| 2016. május 5.  | Azersun Arena, Baku    | csoportmérkőzés (D. csoport) | Olaszország–Szerbia  | 2 – 1    |
| 2016. május 9.  | Olimpiai Stadion, Baku | csoportmérkőzés (C. csoport) | Dánia–Svédország     | 1 – 0    |
| 2016. május 11. | Dalga Arena, Baku      | csoportmérkőzés (B. csoport) | Németország–Ausztria | 4 – 0    |